# Ève bretonne (Gauguin)
Pour les articles homonymes, voir Ève bretonne.
Ève bretonne est un tableau réalisé par le peintre français Paul Gauguin en 1889. Exécutée sur papier à l'aquarelle et au pastel, cette peinture religieuse propose une variation sur un épisode-clé du Livre de la Genèse, le moment de la Chute, lequel voit Ève accepter du serpent le fruit qu'il lui suggère. L'œuvre transporte la scène en Bretagne et représente la première pécheresse assise prostrée contre le tronc d'un arbre, le reptile maléfique dans son dos. Nue, elle semble se boucher les oreilles pour ne pas entendre ses sifflements.
La peinture est conservée au musée d'Art McNay, à San Antonio, au Texas, dans le Sud des États-Unis. Resserrée sur la figure féminine, laquelle est désormais placée sur fond bleu, une seconde version existe dans une collection particulière. Paul Sérusier est en outre l'auteur de sa propre Ève bretonne, au musée d'Orsay, à Paris.

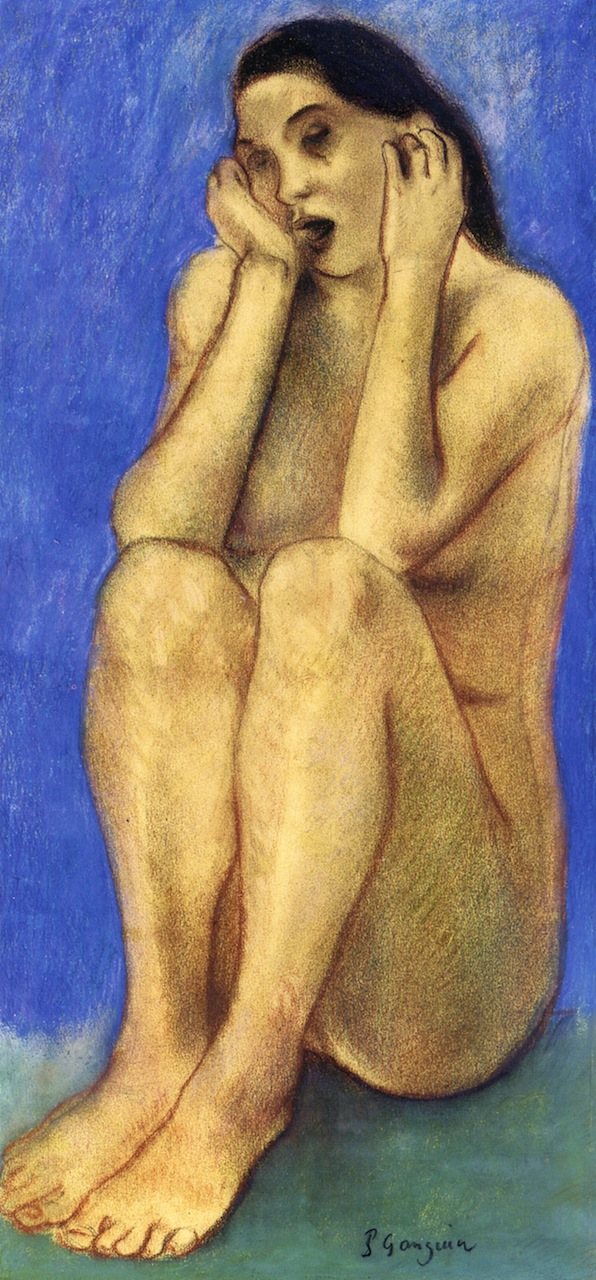
Paul Gauguin, Ève bretonne – Collection privée.
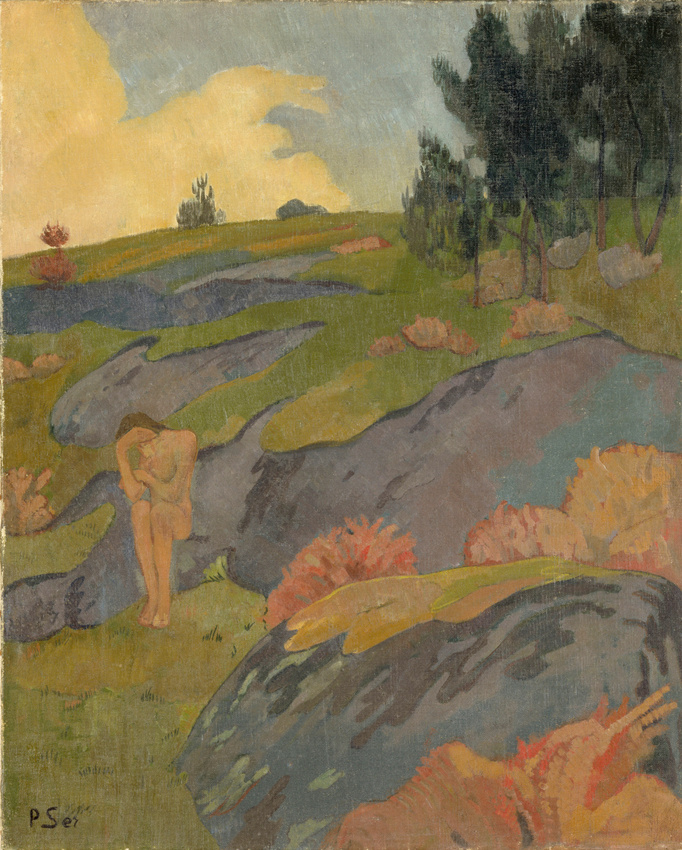
Paul Sérusier, Ève bretonne, 1890 – Musée d'Orsay, Paris.